# Grankulla, Motala
Grankulla är en stadsdel i Motala, Motala kommun, Östergötland. I anslutning till området finns Staffanstorps naturreservat samt industriområden.